# Cattedrale della Santissima Trinità (Gherla)
La cattedrale della Santissima Trinità è la chiesa cattedrale della ordinariato di Romania per i fedeli della chiesa cattolica armena. Si trova nella città di Gherla, in Romania.

## Storia
Nel corso del secolo XVIII emigranti armeni provenienti dalla Moldavia giunsero nella città grazie al permesso della corte imperiale di Vienna per scampare al protestantesimo e contribuirono notevolmente alla crescita della città. Costruirono quindi l'odierna cattedrale tra il 1748 ed il 1776 in stile neoclassico. La comunità armena accolta nell'impero austriaco portò con sé molta ricchezza e l'imperatore Francesco I, come segno di gratitudine, decise di regalare loro un dipinto a loro piacimento tra quelli presenti nella galleria imperiale di Vienna. La scelta cadde sul dipinto di Rubens La deposizione di Gesù dalla croce, tuttora conservato nella cattedrale.